# Frecuencia genotípica
En genética de poblaciones, la frecuencia genotípica, es la frecuencia relativa de un genotipo (dos allelos de un gen en un organismo diploide) en un locus particular de una población, expresada como fracción o porcentaje. Específicamente, es la fracción de todos los cromosomas de la población que portan ese alelo sobre la población total o el tamaño de la muestra. La microevolución es el cambio en las frecuencias alélicas que ocurre con el tiempo dentro de una población.
Dado lo siguiente:
1. Un locus particular en un cromosoma y un alelo dado en ese locus.
2. Una población de N individuos con ploidía n, es decir, un individuo lleva n copias de cada cromosoma en sus células somáticas (por ejemplo, dos cromosomas en las células de especies diploides)
3. El alelo existe en i cromosomas en la población.
Así puede denotarse:
la frecuencia alélica es la fracción de todas las ocurrencias i de ese alelo y el número total de copias cromosómicas en la población, i/(nN).
La frecuencia alélica es distinta de la frecuencia genotípica, aunque están relacionadas, y las frecuencias alélicas se pueden calcular a partir de las frecuencias genotípicas.
La ley de Hardy-Weinberg predice frecuencias genotípicas AA, Aa, y aa desde frecuencia alélicas bajo ciertas condiciones, en cuyo caso:
{\displaystyle f(\mathbf {AA} )=p^{2}}
{\displaystyle f(\mathbf {Aa} )=2pq}
{\displaystyle f(\mathbf {aa} )=q^{2}}
Las frecuencias genotípicas pueden representarse por un diagrama de De Finetti.
En genética de poblaciones, las frecuencias alélicas se utilizan para describir la cantidad de variación en un locus particular o en múltiples loci. Cuando se considera el conjunto de frecuencias alélicas para muchos loci distintos, su distribución se denomina espectro de frecuencia alélica.